# 원광
원광(圓光, 542년~640년)은 신라의 승려이다. 세속에서의 성은 박씨이다. 중국에서 불경을 연구하고 강의하면서 이름이 높았던 원광은 신라로 돌아온 후 《여래장경사기(如來藏私記)》 · 《대방등여래장경소(大方等如來藏經疏)》 등을 지어 신라에 새로운 불교 지식을 전하였다. 한편, 교화활동에 힘써 국민도덕 및 사회윤리를 선양하는 일을 도모하였는데 그 대표적인 것이 세속오계(世俗五戒)의 제정이다. 진평왕 30년(608년)에는 왕명으로 《걸사표(乞師表)》를 지어 수나라에 출병을 요청했다.

## 생애
원광의 생애에 대해서는 13세기 초에 만들어진 《해동고승전》과 삼국유사에 간략히 나와 있다.
제자백가(諸子百家) · 사서삼경(四書三經) · 《춘추(春秋)》·《사기(史記)》 등을 읽고 불경을 공부하여 진흥왕 27년(566년) 승려가 되었다.
진지왕 3년(578년) 진(陳)에 건너가 《열반경》, 《성실론(成實論)》을 배우고 여러 불경을 연구하고 강의하여 이름이 높았다. 또한 원광은 수나라에 가서 여러 경전을 배웠다. 589년에 수나라에 건너가 11년간 유학하면서 그는 소승 불교와 대승 불교 양쪽의 불경을 모두 공부하였다. 그는 수나라의 승려 담천(曇遷) · 혜원(慧遠) · 영유(靈裕) 등을 만나 《열반경(涅槃經)》·《성실론(成實論)》·《구사론(俱舍論)》·《섭대승론(攝大乘論)》을 배웠다.
진평왕 22년(600년)에 신라로 돌아와 대승 불교를 정착시키기 위해 노력하였다. 또한 《여래장경사기(如來藏私記)》 · 《대방등여래장경소(大方等如來藏經疏)》 등을 지어 신라에 새로운 불교 지식을 전했다. 그는 자신의 사상을 일반 대중에게 전파하기 위해 복잡한 용어를 사용하기보다 평범한 말들로 표현하였다. 귀산(貴山)등에게 화랑도 세속5계(世俗五戒)를 지어준 것으로 유명하다. 그 밖에 왕명을 받아 수나라에 보내는 《걸사표(乞師表)》를 지었고 황룡사 백고좌회에서 《인왕반야경(仁王般若經)》을 설법하였다.
원광은 대승불교의 진호국가사상(鎭護國家思想)을 화랑도 및 근왕사상(勤王思想)과 연결시켜 국가 이념으로 정립하는데 큰 공헌을 했다.

## 사상
불교 학자로 한국 고대 불교를 연구한 고익진은 자신의 저서 《한국 고대불교 사상사》에서 원광의 사상은 다음 인용문에 나오는 것처럼 유식 계통의 섭론학이라고 하였다.
원광의 이러한 수학 배경에서 그의 사상을 유식 계통의 섭론학이라고 하겠는데 그의 활동과 저술에서도 그것을 확인할 수 있다. 원광은 가서갑(嘉西岬)에 점찰보를 두어 항규로 삼았다는데, 이것은 종래의 무속적 점복행위를 《점찰선악업보경》의 점찰법에 의해 불교에 섭화코자 한 것이다. 그런데 그 《점찰경》의 권하에는 심오한 대승교리가 설해져 있다. "대승에 향하고자 하는 자는 무엇보다도 먼저 일실경계(一實境界)에 의지해서 신해(信解)를 닦아야 한다. 그 일실경계란 중생의 심체가 본래부터 불생불멸하고 자성청정하고 무장애한 것이다. 또 그 마음을 이르되 여래장(如來藏)이라 한다." 《점찰경》 권하의 이러한 일실경계(여래장)는 섭론종에서 말하는 제9아마라식(amala-vijnana)과 동일한 것이다. 원광의 저술로는 다시 《여래장경사기》와 《대방등여래장경소》가 알려져 있는데, 《대방등여래장경》은 "일체중생은 여래장(tathagata-garbha)이요, 번뇌에 싸인 중생신(衆生身) 속에 여래신(如來身)이 있다"는 것을 아홉 가지 비유를 들어 쉽게 이해시켜 준다. 이 여래장 또한 섭론종의 제9식에 통하는 것이다. 따라서 원광은 섭론가라고 할 만한다. 그러나 그가 《섭대승론》의 복잡한 심식설을 설하지 않고, 통속적인 점찰법을 행하고, 또 교리 내용이 지극히 단순한 《여래장경》을 주석한 것은 당시의 신라 교학이 그 정도의 수준에 불과했기 때문일 것이다.

## 세속 오계
원광은 진평왕 22년(600)에 귀국한 후 《여래장사(如來藏私記)》·《대방등여래장경소(大方等如來藏經疏)》를 찬술하는 한편 교화활동에 힘써 국민도덕 및 사회윤리를 선양하는 일을 도모하였다. 그 대표적인 것이 세속오계(世俗五戒)의 제정이다. 그는 귀산(貴山)과 추항 두 청년에게 불교정신을 바탕으로 한 윤리강령(倫理綱領)을 가르쳐 당시 신라 청소년들이 지켜야 할 실생활의 윤리를 제시하였다. 세속오계는 ① 사군이충(事君以忠), ② 사친이효(事親以孝), ③ 교우유신(交友有信), ④ 임전무퇴(臨戰無退), ⑤ 살생유택(殺生有擇)으로, 이 덕목들은 후에 화랑(花郞)의 실천덕목이 되어 신라가 삼국을 통일하게 되는 정신적인 큰 계기를 마련해 주었다. 세속오계 중 특히 살생에 대한 조항은 불교 이념에 위배되는 조항이지만, 당시 고구려의 끊임없는 침략을 받고 백제와 항쟁을 계속하던 신라로서는 필요불가결한 행동 윤리로 요청되었던 것으로 보이는데, 원광의 현실주의적 불교관의 일단을 보여주는 것이다.

## 걸사표
원광은 진평왕 30년(608년) 왕명으로 걸사표(乞師表)를 지어 수나라에 출병을 요청했다.

## 원광이 등장하는 작품
- 《삼국기》-(KBS, 1992년~1993년, 배우:김수일)
- 《화랑전사 마루》(KBS, 2006년~2006년, 배우:이대로)
- 《연개소문》(SBS, 2006년~2007년, 배우:이원용)
- 《대왕의 꿈》(KBS, 2012년, 배우 : 이대로)

## 같이 보기
- 화랑
- 세속오계
- 진흥왕

## 참고 문헌
- 이 문서에는 다음커뮤니케이션(현 카카오)에서 GFDL 또는 CC-SA 라이선스로 배포한 글로벌 세계대백과사전의 내용을 기초로 작성된 글이 포함되어 있습니다.